# Patty McCormack
Patricia "Patty" McCormack, nata Patricia Ellen Russo (Brooklyn, 21 agosto 1945), è un'attrice statunitense di origine italiana di teatro, cinema e televisione.
Raggiunse il successo come attrice bambina e ottenne una candidatura all'Oscar alla miglior attrice non protagonista per la sua performance nel film Il giglio nero (1956). Tuttora attiva al cinema e in televisione, tra le sue più recenti interpretazioni da ricordare quella di Pat Nixon, nel film Frost/Nixon - Il duello  (2008) di Ron Howard.

## Biografia
Figlia di Elizabeth McCormack, una pattinatrice professionista e del pompiere Frank Russo, è zia dell'attore e avvocato newyorkese Alfred Cerullo.
Già all'età di 4 anni divenne una baby-modella, facendo il suo debutto televisivo all'età di 7. Il suo esordio cinematografico risale al 1951 nel film Two Gals and a Guy, cui seguì la partecipazione alla serie televisiva Mama dal 1953 al 1956.
Il suo debutto a Broadway fu nell'opera teatrale Touchstone (1953), dopodiché interpretò il ruolo di Rhoda Penmark, la bambina di 8 anni sociopatica e serial killer, nell'opera The Bad Seed (1954), tratta dal romanzo Il seme cattivo di William March. Fu poi candidata per un Academy Award per il suo ruolo nella versione cinematografica della stessa opera teatrale, Il giglio nero (1956). Grazie al successo di questo film, la McCormack per un breve periodo ebbe una sua serie TV, Peck's Bad Girl (La cattiva ragazza di Peck), nel 1959.
Nel 1967 sposò il ristoratore Bob Catania, dal quale ebbe due bambini prima che il matrimonio si sciogliesse. Dopo una mezza dozzina di ruoli come teenager negli anni sessanta, la sua carriera cinematografica si concluse, ma l'attrice continuò a lavorare per la televisione comparendo, fra le altre, anche nella seconda stagione di Le strade di San Francisco. Ebbe un ritorno al cinema nel 1975 con Bug - Insetto di fuoco, e continuò la carriera in ruoli occasionali, principalmente in televisione. Ne 2018 ha fatto un cameo nel remake de Il giglio nero, The Bad Seed.

## Filmografia parziale

### Cinema
- Il giglio nero (The Bad Seed), regia di Mervyn LeRoy (1956)
- I pionieri del Wisconsin (All Mine to Give), regia di Allen Reisner (1957)
- Kathy O', regia di Jack Sher (1958)
- Le avventure di Huck Finn (The Adventures of Huckleberry Finn), regia di Michael Curtiz (1960)
- The Explosive Generation, regia di Buzz Kulik (1961)
- Jacktown, regia di William Martin (1962)
- Maryjane, regia di Maury Dexter (1968)
- Senza sosta (The Mini-Skirt Mob), regia di Maury Dexter (1968)
- The Young Runaways, regia di Arthur Dreifuss (1968)
- The Young Animals, regia di Maury Dexter (1968)
- Bug - Insetto di fuoco (Bug), regia di Jeannot Szwarc (1975)
- Saturday the 14th Strikes Back, regia di Howard R. Cohen (1988)
- Mommy, regia di Max Allan Collins (1985)
- Mommy 2: Mommy's Day, regia di Max Allan Collins (1997)
- The Kiss, regia di Gorman Bechard (2003)
- Target, regia di William Webb (2004)
- Shallow Ground - Misteri sepolti (Shallow Ground), regia di Sheldon Wilson (2004)
- Heart of the Beholder, regia di Ken Tipton (2005)
- Frost/Nixon - Il duello (Frost/Nixon), regia di Ron Howard (2008)
- The Master, regia di Paul Thomas Anderson (2012)
- Buttwhistle, regia di Tenney Fairchild (2014)
- Vikes, regia di Tenney Fairchild (2017)

### Televisione
- Mama – serie TV, 12 episodi (1949-1956)
- Climax! – serie TV, episodio 2x25 (1956)
- Playhouse 90 – serie TV, 5 episodi (1957-1959)
- Goodyear Theatre – serie TV, episodio 2x01 (1958)
- Peck's Bad Girl – serie TV, 14 episodi (1959)
- The Chevy Mystery Show – serie TV, episodio 1x03 (1960)
- The New Breed – serie TV, episodio 1x29 (1962)
- The Doctors – soap opera, 6 puntate (1963)
- The Best of Everything – soap opera, 111 puntate (1970)
- Le strade di San Francisco (The Streets of San Francisco) – serie TV, episodio 2x17 (1974)
- I Roper (The Ropers) – serie TV, 28 episodi (1979-1980)
- Romance Theatre – serie TV, 5 episodi (1982)
- La signora in giallo (Murder, She Wrote) – serie TV, episodi 3x19-5x06 (1987-1988)
- I Soprano (The Sopranos) – serie TV, 5 episodi (2000-2006)
- E.R. - Medici in prima linea (ER) – serie TV, episodio 6x17 (2000)
- Skin – serie TV, 4 episodi (2003-2005)
- Cold Case - Delitti irrisolti (Cold Case) – serie TV, episodio 1x20 (2004)
- Desperate Housewives – serie TV, episodio 6x23 (2010)
- Supernatural – serie TV, episodio 8x03 (2012)
- Hart of Dixie – serie TV, 4 episodi (2013-2015)
- General Hospital – soap opera, 7 puntate (2018)
- The Bad Seed, regia di Rob Lowe – film TV (2018)
- Natale a Evergreen - Un pizzico di magia (Christmas in Evergreen: Tidings of Joy), regia di Sean McNamara – film TV (2019)
- The Bad Seed Returns, regia di Louise Archambault – film TV (2022)

## Riconoscimenti
- Young Hollywood Hall of Fame (1950's)
- Premi Oscar 1957 – Candidatura all'Oscar alla miglior attrice non protagonista per Il giglio nero

## Doppiatrici italiane
Nelle versioni in italiano dei suoi lavori, Patty McCormack è stata doppiata da:
- Lorenza Biella in Cold Case - Delitti irrisolti, Private Practice
- Anna Teresa Eugeni in Bug - Insetto di fuoco
- Paola Quattrini ne Il giglio nero
- Paola Piccinato ne Le avventure di Huck Finn
- Paola Giannetti in Grey's Anatomy
- Graziella Polesinanti in Desperate Housewives
- Aurora Cancian in The Master
- Manuela Massarenti in Scandal